# Way Back Home
Way Back Home is een film uit 1931 onder regie van William A. Seiter. Bette Davis, die een rol heeft in de film, werd voor het verschijnen in de film door Universal Studios uitgeleend aan RKO Radio Pictures. Toen ze na haar prestatie terugkeerde, ontdekte ze dat ze niet meer welkom was bij die studio.

## Verhaal
Nadat Seth Parker ontdekt dat Robbie Turner lijdt door zijn vaders wreedheid, neemt hij de zorg van Robbie voor zich op. De vader, Rufe, verdwijnt hierna en valt de dochter van zijn buurman aan. De dochter, Mary Lucy, wordt geholpen door haar vriend David. Rube schrikt af en keert terug om er vervolgens vandoor te gaan met Robbie. Seth en Mary besluiten samen Robbie te redden.

## Rolverdeling
| Acteur          | Personage       |
| --------------- | --------------- |
| Phillips Lord   | Seth Parker     |
| Bette Davis     | Mary Lucy Duffy |
| Frankie Darro   | Robbie          |
| Stanley Fields  | Rufe Turner     |
| Frank Albertson | David Clark     |